# Chicago Landmark
Chicago Landmark è una designazione assegnata dal Sindaco e dal Consiglio Comunale di Chicago ai siti storici di Chicago, Illinois. I siti elencati vengono selezionati dopo aver soddisfatto una combinazione di criteri, tra cui valori storici, economici, architettonici, artistici, culturali e sociali. Una volta che un sito viene designato come landmark, è soggetto all'Ordinanza sui monumenti di Chicago, che richiede che qualsiasi alterazione oltre la manutenzione ordinaria, fino alla demolizione, debba essere sottoposta a revisione della Commissione sui monumenti. Molti Chicago Landmarks sono anche elencati nel Registro Nazionale dei Luoghi Storici, fornendo supporto fiscale federale per la conservazione, e alcuni sono ulteriormente designati National Historic Landmarks, fornendo una supervisione federale aggiuntiva.